# Kabinett Briand IX

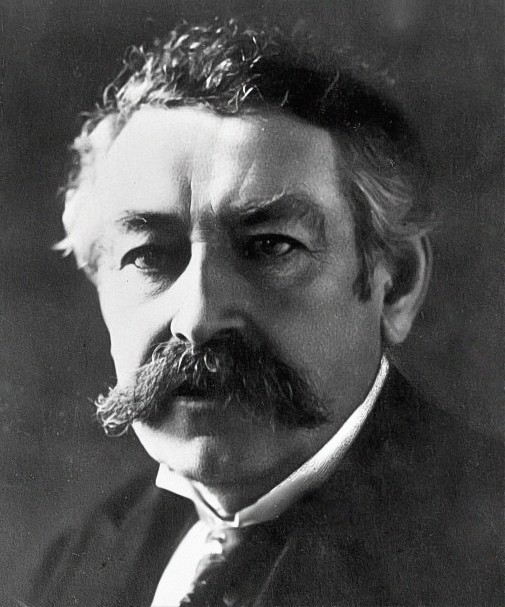
Aristide Briand war von 1909 bis 1911, 1913, 1915 bis 1917, 1921 bis 1922, 1925 bis 1926 sowie 1929 sechs Mal Premierminister Frankreichs und bildete in dieser Zeit elf Kabinette

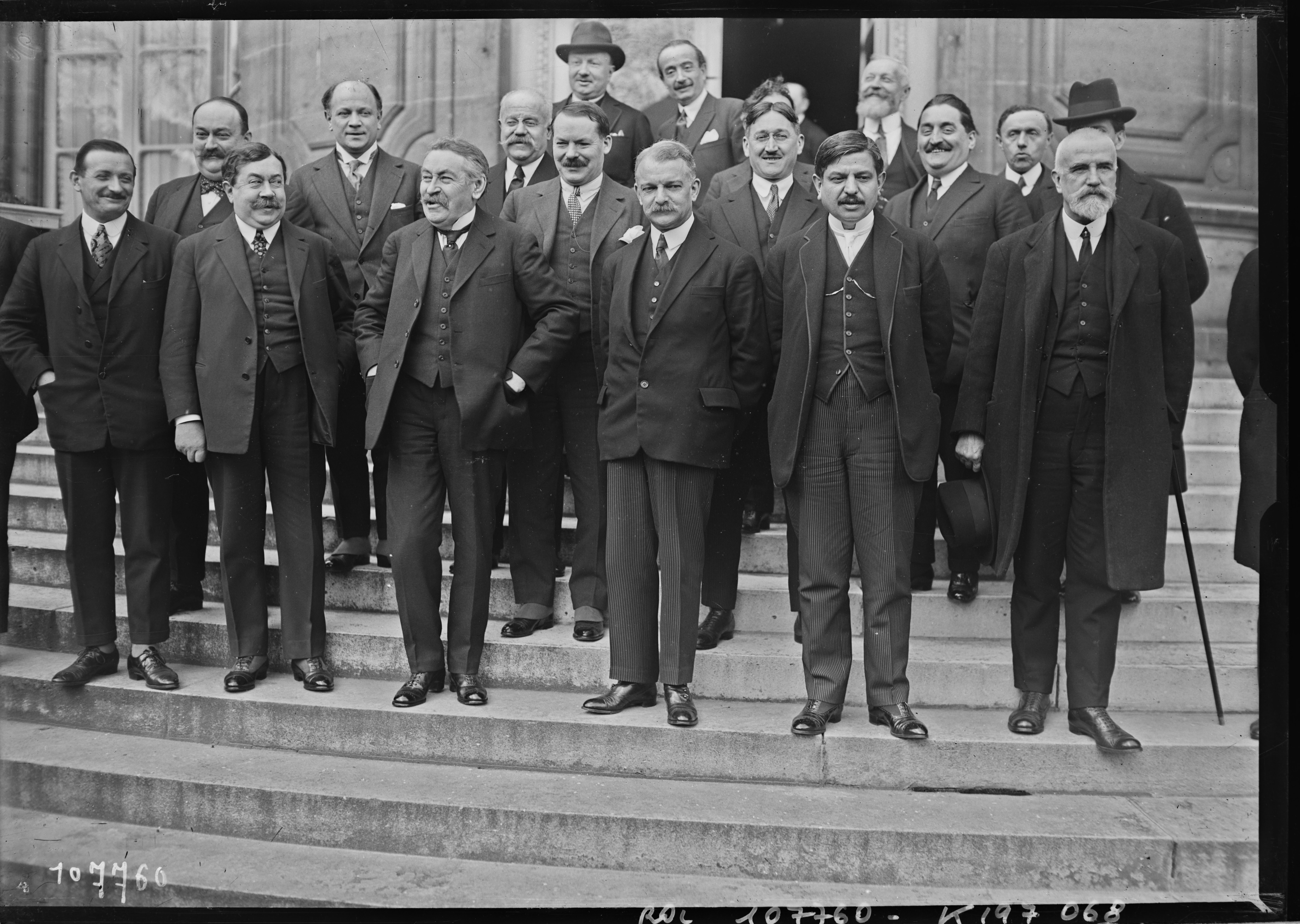
Kabinett Briand, 9. März 1926

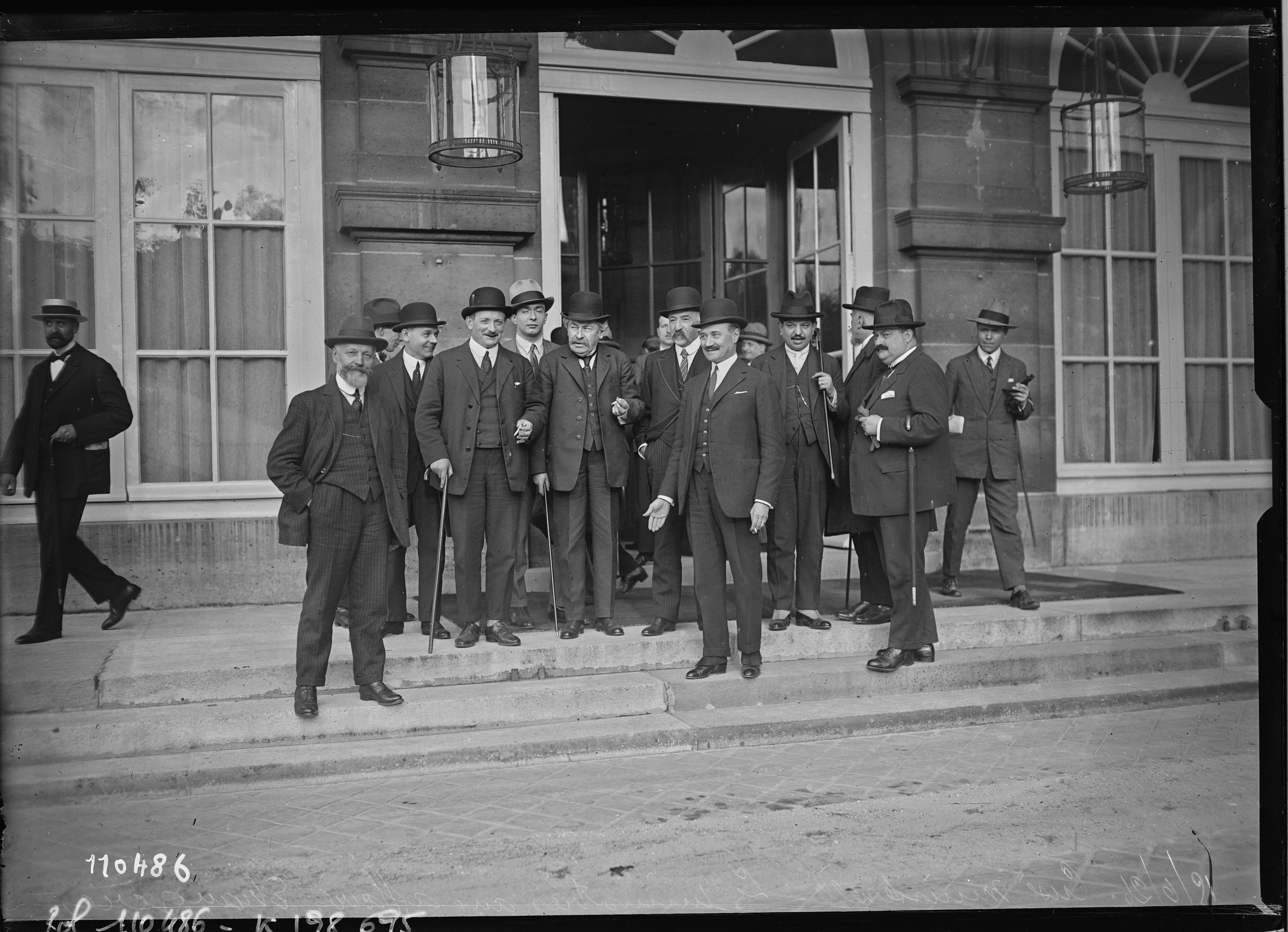
Aristide Briand und seine Minister am Tag der Demission (15. Juni 1926).

Das neunte Kabinett Briand war eine Regierung der Dritten Französischen Republik. Es wurde am 9. März 1926 von Premierminister (Président du Conseil) Aristide Briand gebildet und löste das Kabinett Briand VIII ab. Es blieb bis zum 23. Juni 1926 im Amt und wurde daraufhin vom Kabinett Briand X abgelöst.
Dem Kabinett gehörten Minister des Cartel des gauches (Parti républicain, radical et radical-socialiste (PRRRS), Parti républicain-socialiste (PRS) und Radicaux indépendants (RI)) sowie der Parti républicain démocratique et social (PRDS) und unabhängige Linke (UL) an. Die Section française de l’Internationale ouvrière stützte die Regierung, beteiligte sich aber nicht.

## Kabinett
Dem Kabinett gehörten folgende Minister an:
| Amt                                                       | Name                       | Partei | Beginn der Amtszeit         | Ende der Amtszeit            |
| --------------------------------------------------------- | -------------------------- | ------ | --------------------------- | ---------------------------- |
| Premierminister                                           | Aristide Briand            | PRS    | 9. März 1926                | 15. Juni 1926                |
| Außenminister                                             | Aristide Briand            | PRS    | 9. März 1926                | 15. Juni 1926                |
| Innenminister                                             | Louis Malvy Jean Durand    | PRRRS  | 9. März 1926 10. April 1926 | 10. April 1926 23. Juni 1926 |
| Justizminister                                            | Pierre Laval               | UL     | 9. März 1926                | 15. Juni 1926                |
| Finanzminister                                            | Raoul Péret                | RI     | 9. März 1926                | 15. Juni 1926                |
| Kriegsminister                                            | Paul Painlevé              | PRS    | 9. März 1926                | 15. Juni 1926                |
| Marineminister                                            | Georges Leygues            | PRDS   | 9. März 1926                | 15. Juni 1926                |
| Minister für öffentlichen Unterricht und schöne Künste    | Lucien Lamoureux           | PRRRS  | 9. März 1926                | 15. Juni 1926                |
| Minister für öffentliche Arbeiten                         | Anatole de Monzie          | PRS    | 9. März 1926                | 15. Juni 1926                |
| Arbeitsminister                                           | Antoine Durafour           | PRRRS  | 9. März 1926                | 15. Juni 1926                |
| Minister für Gesundheit, Wohlfahrt und Sozialversicherung | Antoine Durafour           | PRRRS  | 9. März 1926                | 15. Juni 1926                |
| Minister für Handel und Industrie                         | Daniel Vincent             | RI     | 9. März 1926                | 15. Juni 1926                |
| Kolonialminister                                          | Léon Perrier               | PRRRS  | 9. März 1926                | 15. Juni 1926                |
| Landwirtschaftsminister                                   | Jean Durand François Binet | PRRRS  | 9. März 1926 10. April 1926 | 10. April 1926 23. Juni 1926 |
| Pensionsminister                                          | Paul Jourdain              | PRDS   | 9. März 1926                | 15. Juni 1926                |
| Hochkommissar für Wohnungswesen                           | Arthur Levasseur           | PRS    | 9. März 1926                | 15. Juni 1926                |
| Hochkommissar in Syrien und im Libanon                    | Henry de Jouvenel          |        | 12. Mai 1926                | 15. Juni 1926                |
| Hochkommissar für den Krieg                               | Paul Bénazet               | PRS    | 9. März 1926                | 15. Juni 1926                |

### Unterstaatssekretäre
Dem Kabinett gehörten folgende Sous-secrétaires d’État an:
- Ministerpräsident und Außenministerium: Charles Daniélou[8] (RI)
- Kriegsministerium: Jean Ossola[9] (PRRRS)
- Technische und berufliche Bildung, postschulische Bildung, Körpererziehung und militärische Vorbereitung: Paul Bénazet
- Finanzen: André Fallières[10] (RI)
- Befreite Regionen: Paul Morel[11] (RI)
- Luftfahrt und Luftverkehr: Laurent Eynac (RI)
- Häfen, Marine und Fischerei: Marius Roustan[12] (RI)

## Historische Einordnung
Am 10. Mai endete der Rifkrieg nach einer französisch-spanischen Offensive, an der fast eine halbe Million Soldaten beteiligt waren.
Die neunte Regierung Briand scheiterte an dem Streit über die Finanzpolitik, in dessen Zentrum Finanzminister Péret stand.